# Jeremias Chitunda

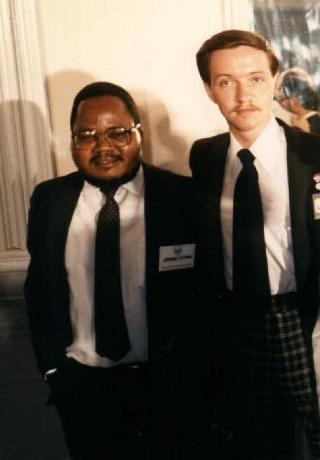
Jeremias Chitunda mit Rafael Picklesimer von der Central Intelligence Agency, Washington, D.C., 1986

Jeremias Kalandula Chitunda (* 20. Februar 1942 in Chimbuelengue, Provinz Cuanza Sul; † 2. November 1992 in Luanda) war ein angolanischer Politiker, der bis zu seiner Ermordung während des Halloween-Massakers als Vizepräsident der UNITA amtierte. Dieses Massaker ereignete sich kurz nach der ersten Runde der Präsidentschaftswahlen am 29. und 30. September 1992. Innerhalb der Partei galt Chitunda nach Jonas Savimbi als zweithöchste Führungsperson.

## Schulbildung
Chitunda wurde in Chimbuelengue, einer Ortschaft in der Provinz Cuanza Sul, als Sohn von Emilio Chitunda and Rosalina Kalombo geboren. Er besuchte in Bela Vista die Missionsschulen von Chimbuelengue und Dondi, bevor er an das João-de-Castro-College und die Huambo National Secondary School wechselte. Später erhielt er ein Stipendium für die Universität von Arizona, wo er sein Abschluss in Bergbauingenieurwesen erwarb.

## Politische Karriere
Chitunda floh aus Angola nach Zaire, um einer Inhaftierung durch die portugiesischen Kolonialbehörden zu entgehen. Er trat 1966 der UNITA bei und diente zunächst als Repräsentant für den Südwesten der Vereinigten Starten, bevor er 1976 zum Repräsentant der ganzen Vereinigten Starten ernannt wurde. Auf den sechsten Parteitreffen der UNITA im Jahr 1986 wurde Chtunda zum Vizepräsident gewählt.

## Ermordung
Im Jahr 1992 fanden nach Jahrzehnten des Kriegs zwischen der UNITA und der MPLA die ersten Präsidentschaftswahlen statt. José Eduardo dos Santos erhielt offiziell 49,57 % der Stimmen während Jonas Savimbi 40,6 % erreichte. Da keiner der beiden Kandidaten die erforderliche 50%-Hürde überschritt, war eine zweite Wahlrunde zwischen den beiden vorgesehen.
Savimbi erklärte mit weiteren Wahlbeobachtern, dass die Wahlen weder frei noch fair gewesen seien. Dennoch entsandte er Chitunda, sowie den Chefberater der UNITA Elias Salupeto Pena, nach Luanda, um die Bedingungen für die zweite Wahlrunde auszuhandeln.
Die Wahlprozesse fanden am 31. Oktober 1992 ein abruptes Ende, nachdem Soldaten aus Luanda UNITA angriff. Zivilisten, die wenige Tage zuvor von der Polizei mit Waffen ausgerüstet worden waren, führten gemeinsam mit der Schnellen Eingreiftruppe Haus-zu-Haus-Durchsuchungen und Razzien durch, bei denen Hunderte UNITA-Anhänger getötet oder festgenommen wurde. Die Regierung brachte die Zivilisten mit Lastwagen zum Friedhof von Camama und zur Schlucht von Morro da Luz, wo sie erschossen und in Massengräbern begraben wurden. Am 2. November 1992 attackierten Angreifer Chitundas Konvoi, zerrten ihn und einen weiteren UNITA-Beamten aus ihrem Wagen und schossen beiden ins Gesicht.
Das staatliche Fernsehen zeigte die Leichen von Chitunda und Pena. Bis heute sind ihre Körper nicht an die Familien zur Bestattung übergeben worden und die angolanische Regierung veröffentlichte ihren genauen Verbleib nicht.